# Greenway Estate
Pour les articles homonymes, voir Greenway.
Le Greenway Estate (littéralement, la propriété Greenway) est une propriété située dans le comté de Devon en Angleterre, surplombant le fleuve Dart. Connu pour avoir été la résidence d'été de la romancière Agatha Christie, il appartient désormais au National Trust.

## Historique
La maison daterait de 1490. Puis c'est une maison de style Tudor, nommée Greenway Court, qui prend sa place. Elle est alors la propriété de la famille Gilbert. Sir Humphrey Gilbert serait né dans cette maison en 1539. Désormais c'est une maison d'architecture georgienne datant de 1780-90 qui est érigée.
En 1938, la propriété est achetée par le couple Mallowan-Christie qui s'en sert de résidence d'été.
En 1940, alors que la guerre fait rage, Agatha Christie part rejoindre son mari à Londres. Elle loue Greenway à une Mrs Arbuthnot qui souhaite y recueillir les enfants évacués de St Pancras. Mais l'Amirauté réquisitionne la propriété pour abriter une quarantaine d'officiers de la marine américaine. À la fin de la guerre, le couple Mallowan/Christie retrouve Greenway dans un bon état, les militaires en ayant pris soin. Les seuls traces de leur passage sont une grande fresque dans la bibliothèque représentant les endroits où l'unité a stationné, ainsi que quatorze WC dans le cellier.
Le 21 mai 1985, Greenway House devient un Monument classé de Grade II* (Édifices particulièrement importants ou d'un intérêt spécial).
En 1999, les descendants d'Agatha Christie font don de Greenway à la National Trust.
Il s'agit désormais d'un musée. Quatre cottages dans le parc sont disponibles à la location.

## Greenway dans les œuvres d'Agatha Christie
Agatha Christie s'est inspirée de Greenway comme décor dans plusieurs de ses romans, notamment :
- Cinq petits cochons (1942)
Le chemin pour aller à la Batterie rappelle celui qu'emprunte Caroline Crale dans le roman pour rejoindre son mari en train de peindre Elsa Greer[8].
- Poirot joue le jeu (1956)
Dans le roman, Hercule Poirot est convoqué d'urgence à Nasse House par Mrs Oliver. Une « course à l'assassin » est organisée mais le cadavre d'une jeune fille est retrouvé dans l'abri à bateaux. D'autres lieux sont décrits dont la serre et le court de tennis. Le domaine de Nasse House est fortement inspiré de celui de Greenway. La loge de Greenway sert de maison à Amy Folliat, l'ancien propriétaire de Nasse House.

Greenway Estate
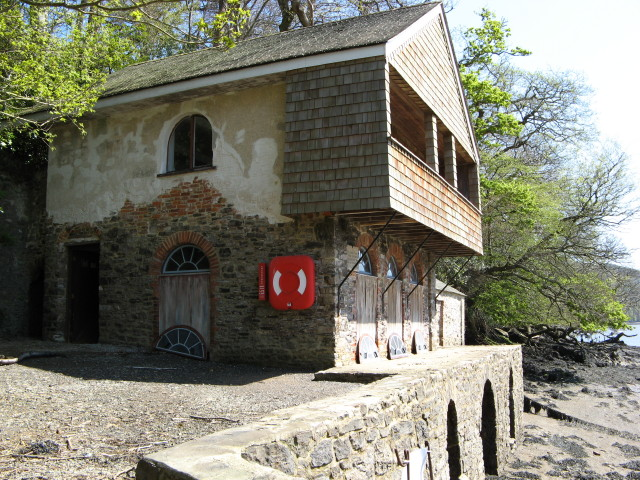
L'abri à bateaux de Greenway
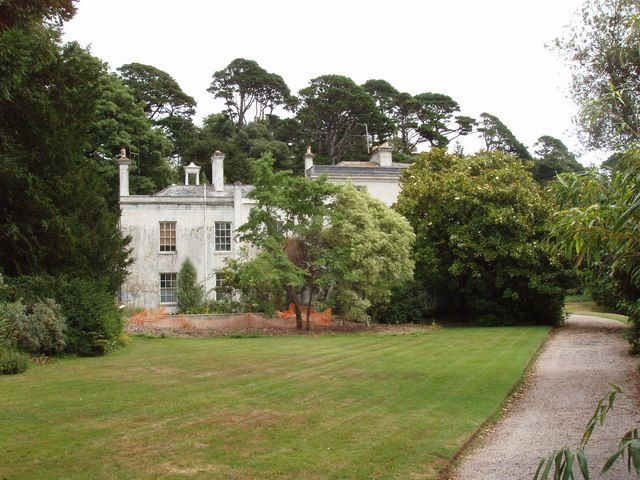
Greenway House en 2006
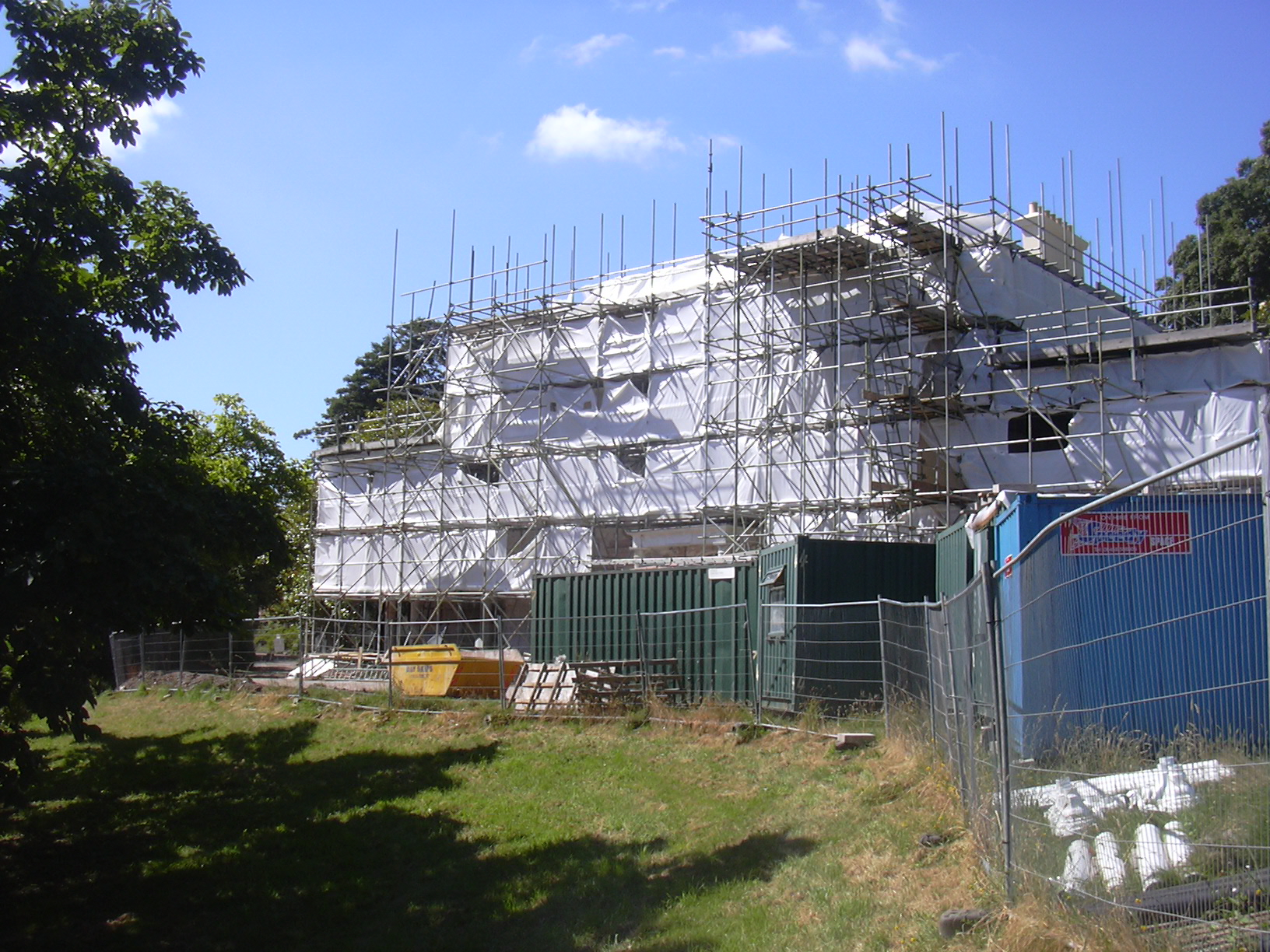
La restauration en cours en juillet 2008
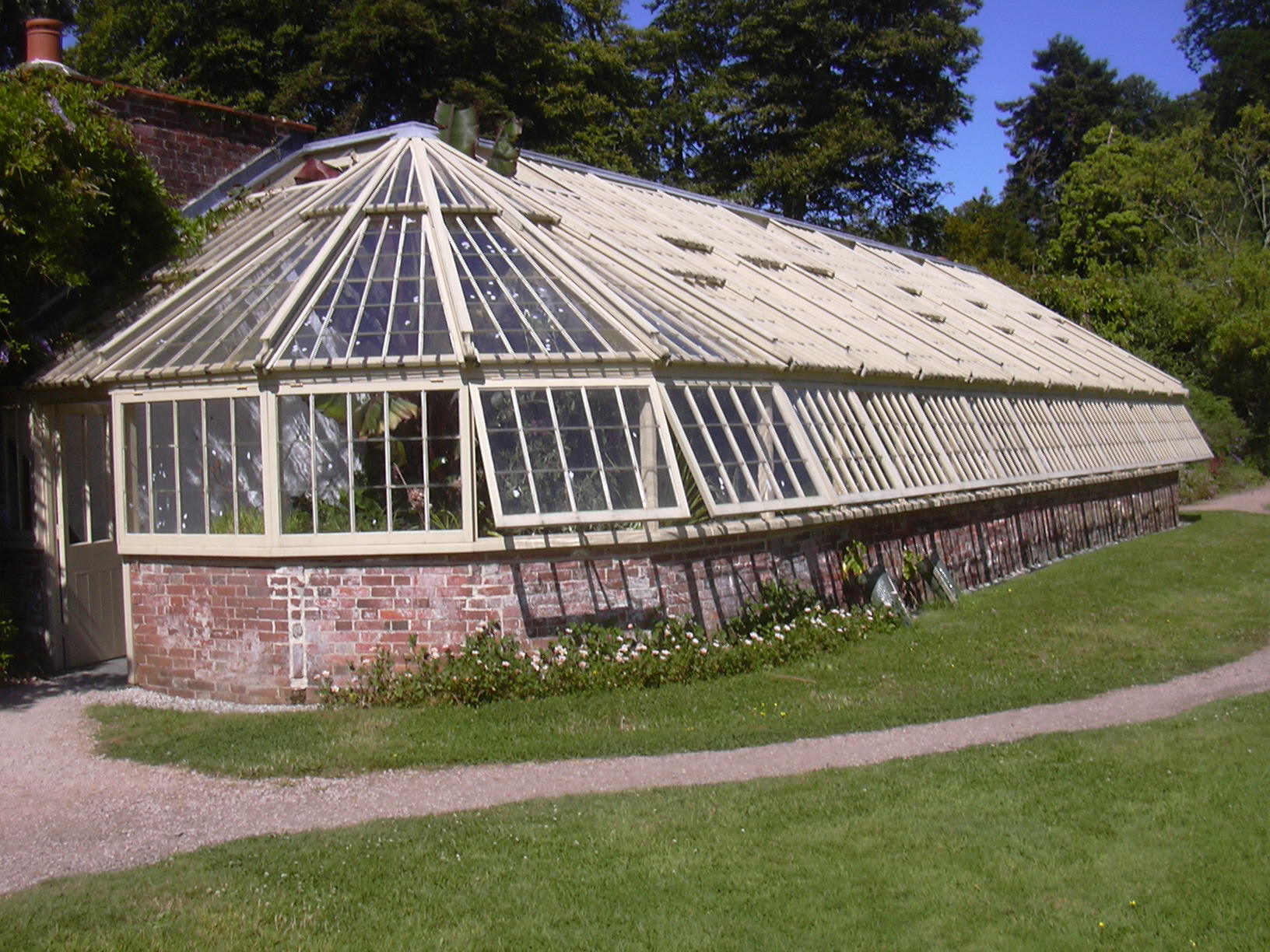
La serre après restauration
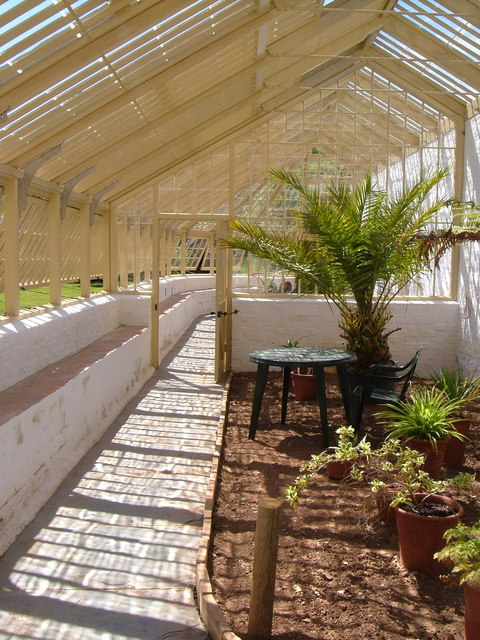
Intérieur de la serre (The Vinery)
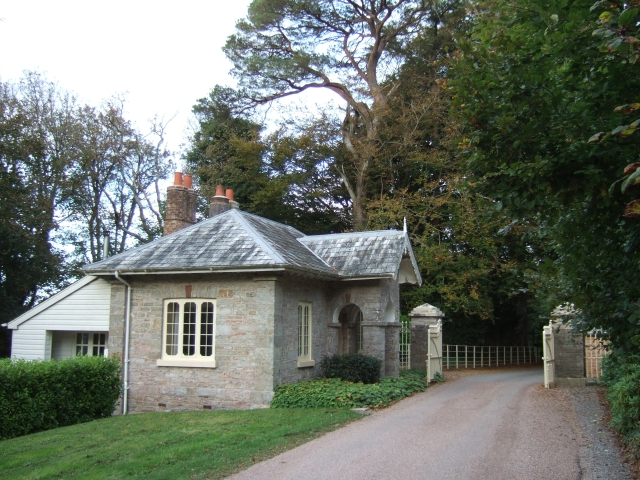
La loge de Greenway

## Lieu de tournage
Dans le cadre de la série télévisée Hercule Poirot, le téléfilm Poirot joue le jeu, diffusé en 2013, a été tourné à Greenway Estate.
En 2016, une équipe de l'émission Secrets d'Histoire a également tourné plusieurs séquences dans la propriété dans le cadre d'un numéro consacré à Agatha Christie, intitulé Agatha Christie : l'étrange reine du crime, diffusé le 2 novembre 2017 sur France 2.